# Helicia forbesiana
Helicia forbesiana är en tvåhjärtbladig växtart som beskrevs av F. Müll.. Helicia forbesiana ingår i släktet Helicia och familjen Proteaceae. Inga underarter finns listade i Catalogue of Life.